# 谷口淳志
谷口 淳志（たにぐち あつし、8月3日 - ）は、日本の俳優、声優。大阪府出身。アーツビジョン所属。

## 来歴
日本ナレーション演技研究所卒業。

## 人物
芝居に興味があったが、「役者はかっこいい人しかなれない」と最初からあきらめていた。進路に迷っていた高校時代のときに、たまたま声優のやっているライブ映像を観ることがあり、衝撃を受けることになる。このことが「声優の世界」に興味を持つきっかけとなる。演技ではなく、ライブをしている声優が観客にパフォーマンスをしている姿を見て声優を志した。
声優として、役者の魅力は「役によって別人になって生きられることであるということだ」とのこと。
趣味・特技は散歩。方言は大阪弁。

## 出演

### テレビアニメ
2015年
- 青春×機関銃（ゲーマー）
- 機動戦士ガンダム 鉄血のオルフェンズ（鉄華団団員）
- 銀魂゜（真選組隊士A）
- 名探偵コナン（2015年 - 2017年、男子生徒B、スタッフ）

2016年
- 少年アシベ GO! GO! ゴマちゃん（味田）
- 食戟のソーマ 弐ノ皿（観客）
- 装神少女まとい（生徒）
- バッテリー（磯部悠哉）
- パズドラクロス（男性）
- 不機嫌なモノノケ庵（教師）

2017年
- 弱虫ペダル NEW GENERATION（ギャラリー）
- ID-0（生徒(5)）
- セントールの悩み（友人）
- ナイツ&マジック（兵士B）

2018年
- 中間管理録トネガワ（関西支社黒服D）

2019年
- ドメスティックな彼女（男子）
- フルーツバスケット（TV番組）
- 女子高生の無駄づかい（男）
- 慎重勇者〜この勇者が俺TUEEEくせに慎重すぎる〜（伝令兵）

2020年
- number24（山田宗介）

2021年
- はたらく細胞!!（小腸細胞1）

### 劇場アニメ
- 映画 妖怪ウォッチ 空飛ぶクジラとダブル世界の大冒険だニャン!（2016年、人々）
- GODZILLA 決戦機動増殖都市（2018年、通信兵）

### ゲーム
2015年
- アウトディビジョン -刑徒隷僕区-（戦場環）
- 激突!ブレイク学園（首無し闘球士・内谷快也）
- 天空のクラフトフリート

2016年
- 白猫テニス（カリン）
- DYNAMIC CHORD feat.apple-polisher（日向裕貴）
- ドラえもん 新・のび太の日本誕生（クラヤミ族C）
- Blackish House（YUE）

2017年
- キャプテン翼 〜たたかえドリームチーム〜（吉川晃司）
- ヒロイックソングス!（桐島泰河）

2020年
- REALIVE!〜帝都神楽舞隊〜（米倉鷹久）

### ドラマCD
- 少年王女 ドラマCD第2巻

### 吹き替え
- ゲットダウン
- Major Crimes 〜重大犯罪課4

### 舞台
- リーディングライブ UBUGOE 〜Voice of comedy〜vol.3

## ディスコグラフィ

### キャラクターソング
| 発売日        | 商品名                            | 歌                           | 楽曲                        | 備考                                                 |
| ------------- | --------------------------------- | ---------------------------- | --------------------------- | ---------------------------------------------------- |
| 2019年10月2日 | Virgin Sky/愛がある限りここにいる | 帝都東神楽舞隊基地・所属舞官 | 「Virgin Sky」              | ゲーム『REALIVE!〜帝都神楽舞隊〜』オープニングテーマ |
| 2019年10月2日 | Virgin Sky/愛がある限りここにいる | 帝都東神楽舞隊基地・所属舞官 | 「愛がある限りここにいる」  | ゲーム『REALIVE!〜帝都神楽舞隊〜』エンディングテーマ |
| 2020年1月29日 | メロスよ/僕も頑張る               | 七刀星                       | 「メロスよ」 「僕も頑張る」 | ゲーム『REALIVE!〜帝都神楽舞隊〜』関連曲             |

### ユニットメンバー
1. ↑  風見勇真（梶原岳人）、久能純（谷口博昭）、米倉鷹久（谷口淳志）、藤堂豪一郎（千葉瑞己）、白神透（會田海心）、赤音輝（小西成弥）、綾井雪松（遊馬晃祐）、貴船雅彦（小林竜之）、鯨屋練（大坪康亮）、サー・ユリエル・フィドルバード（沢城千春）、佐々木裕之助（古田一紀）、橘幸作（岡延明）、瀬乃崎宗（松岡一平）、東雲仁（宮崎遊）、高城貫（伊勢大貴）、椿坂龍馬（高橋健介）、双葉日向（汐谷文康）、双葉向夜（尾股未知也）、氷室零（伊藤昌弘）、津田新造（福西勝也）、皆川風汰（古畑恵介）、皆川修司（新井雄也）
2. ↑  風見勇真（梶原岳人）、久能純（谷口博昭）、米倉鷹久（谷口淳志）、藤堂豪一郎（千葉瑞己）、白神透（會田海心）、赤音輝（小西成弥）、綾井雪松（遊馬晃祐）